# 蒙特利尔工程学院
蒙特利尔工程学院是蒙特利尔大学的工程学院，创建于1873年，主要以法语授课，硕士与博士可以用英语完成。除学位授予统一于蒙特利尔大学外，在管理和财政上享有自治权，實際上相當於法式的大學校，与之相类似的还有蒙特利尔高等商学院。

## 特色
蒙特利尔大学工学院位于加拿大魁北克蒙特利尔大学主校园东侧，科研实力雄厚，研究资金充足（超过七千万加元/年），是加拿大顶尖的工程学院之一。在研究总收入方面，蒙特利尔大学（包含工学院和商学院）排名全加第三（2011）。在工程领域，该工学院的综合实力至少可进入全加前三 (Polytechnique at a glance: ranks first in Canada for the scope of its engineering research （页面存档备份，存于）)，当之无愧的魁北克省第一，毫不逊于同在蒙特利尔的麦吉尔大学。该学院获得的工业界研究资金、加拿大自然科学与工程委员会研究基金 (NSERC) 及Canada Research Chair的数量超过加拿大G13大学联盟中任何一所大学的工程学院。

## 历史
该学院前身是为满足工业革命对人才的需求创而立于1873年的应用技术学校（École des sciences appliquées aux arts et à l’industrie）；三年后获得省政府的认可并改为现名（École Polytechnique de Montréal）。它是北美大陆第一所以法语教学的工学院，在1887年附属于拉瓦尔大学。1895年的省级宪章赋予其管理和财政上的自治权。1920年，它开始附属于正式建校的蒙特利尔大学成为该校工程学科教学与科研的基地。需要说明的是，该学院虽然附属于蒙特利尔大学，但是一直保持着起管理和财政上的自治权。所以在很多情况下，特别是在加拿大国内，该学院更经常以一所独立的学校（“École Polytechnique de Montréal”）的身份出现，但学院的毕业生的学位仍由蒙特利尔大学颁发。在魁北克省当地，由于工学院有着极高的声誉，因此该学院的学生更愿意强调自己是工学院毕业。

### 1989年大屠殺
1989年12月6日，25歲的加拿大人馬克·萊皮納(Marc Lépine)進入蒙特婁理工學院校園，槍殺了14名女性，射傷10名女性和4名男性，隨後在校園內自殺。該事件發生30多年後，一直是加拿大歷史上最嚴重的大規模屠殺，這一紀錄直到2020年4月的諾華斯高沙槍擊案發生才被打破。
事件發生後，加拿大政府將每年的12月6日設定為全国反针对女性暴力行动与纪念日。

## 系和研究所
学院包含七个系和两个研究所
- 化学工程系：Department of Chemical Engineering

- 电气工程系：Department of Electrical Engineering

- 计算机工程系：Department of Computer Engineering

- 机械工程系：Department of Mechanical Engineering

- 工程物理系：Department of Engineering Physics

- 数学与工业工程系：Department of Mathematics and Industrial Engineering

- 土木、地质及采矿工程系：Department of Civil, Geological and Mining Engineering

- 生物医学工程研究所：Institute of Biomedical Engineering

- 核工程研究所（已编入工程物理系）：Institute of Nuclear Engineering

## 脚注
1. ↑  . Recherche et innovation.   [2023-12-06]. （原始内容存档于2024-03-29） （法语）.
2. ↑  . AP News. 2020-04-20  [2023-12-06]. （原始内容存档于2023-12-07） （英语）.
3. ↑  .   [2011-03-11]. （原始内容存档于2016-10-26）.